# Package (UML)
Pour les articles homonymes, voir paquetage.

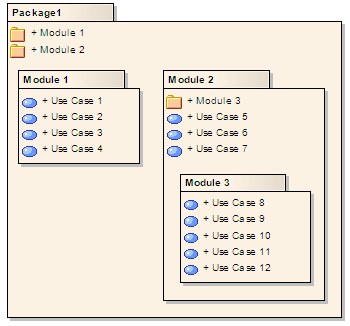
Exemple de package en UML

Un package en UML (ou paquetage en français) sert à grouper des éléments en un ensemble cohérent, et à fournir un espace de noms pour ces éléments.  Un package peut contenir la plupart des éléments UML : classes, objets, cas d'utilisations, composantes, etc. Il peut également contenir d'autres packages, selon une organisation hiérarchique.
L'intérêt des packages est de permettre de structurer les diagrammes et de donner une vision globale plus claire.